# Kandi
Kandi este un oraș din departamentul Alibori, Benin.